# Karl Sachs
Karl Ernst August Sachs, född 31 mars 1829 i Magdeburg, död 1 augusti 1909 i Brandenburg an der Havel, var en tysk romanist och lexikograf.
Sachs var överlärare vid realgymnasiet i Brandenburg an der Havel. Han är känd som utarbetare av den synnerligen rikhaltiga, pålitliga och praktiska franska ordboken Encyklopedisches französisch-deutsches und deutsch-französisches Wörterbuch (två delar, 1869–1880; av den kortare editionen, skolupplagan, två delar, 1873–1880, utkom en mängd upplagor).